# Back on the Chain Gang
Back on the Chain Gang—це пісня рок-гурту The Pretenders, яка була випущена в вересні 1982, року. Пісня досягнула 5-го, місця в Billboard Hot 100, і 17-го, в UK Singles Chart, пісня входить в студійний альбом, Learning to Crawl 1984, року.